# Baleum singulare
Baleum singulare är en nässeldjursart som beskrevs av Chantal Billard 1929. Baleum singulare ingår i släktet Baleum och familjen Haleciidae. Inga underarter finns listade i Catalogue of Life.